# Лацпорт

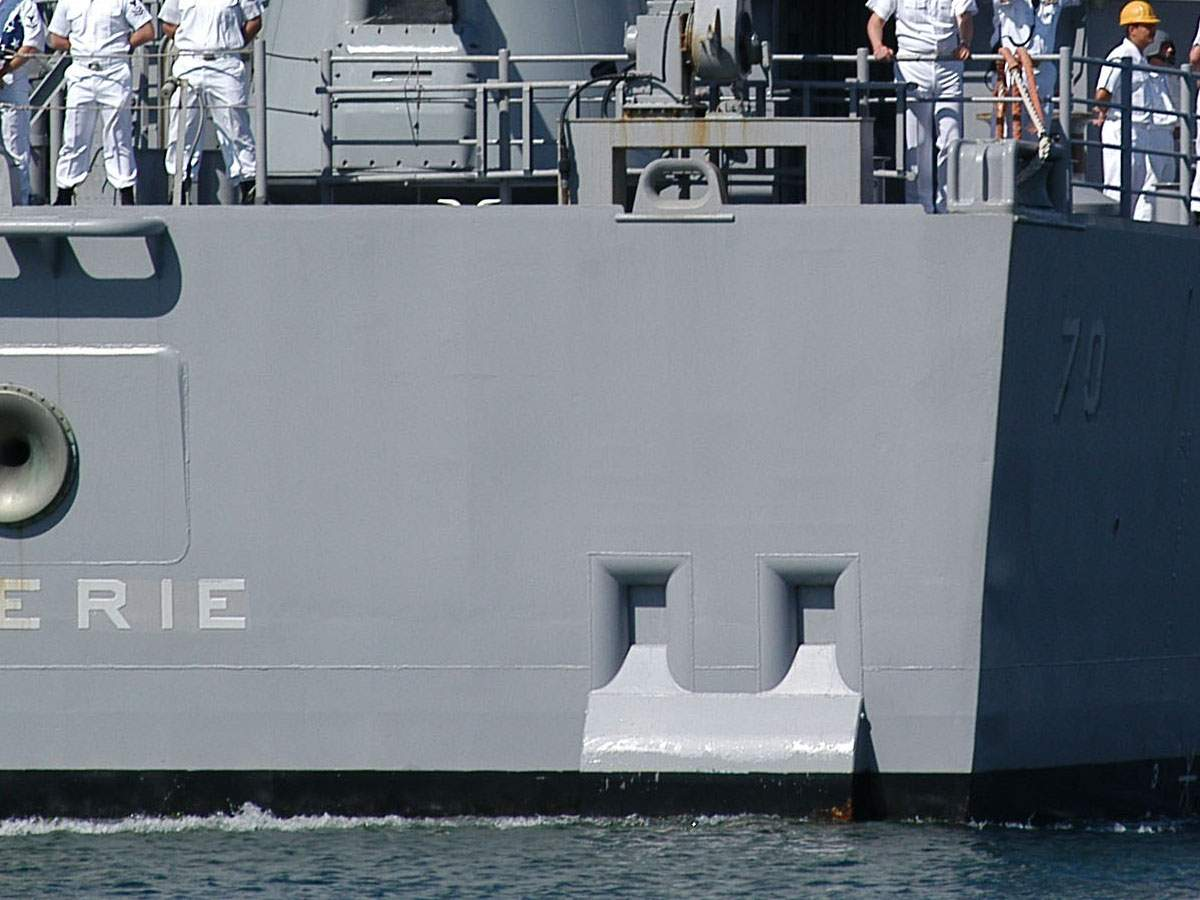
Лацпорты для выпуска буксировочного кабеля противоторпедной системы AN/SLQ-25 на американском крейсере

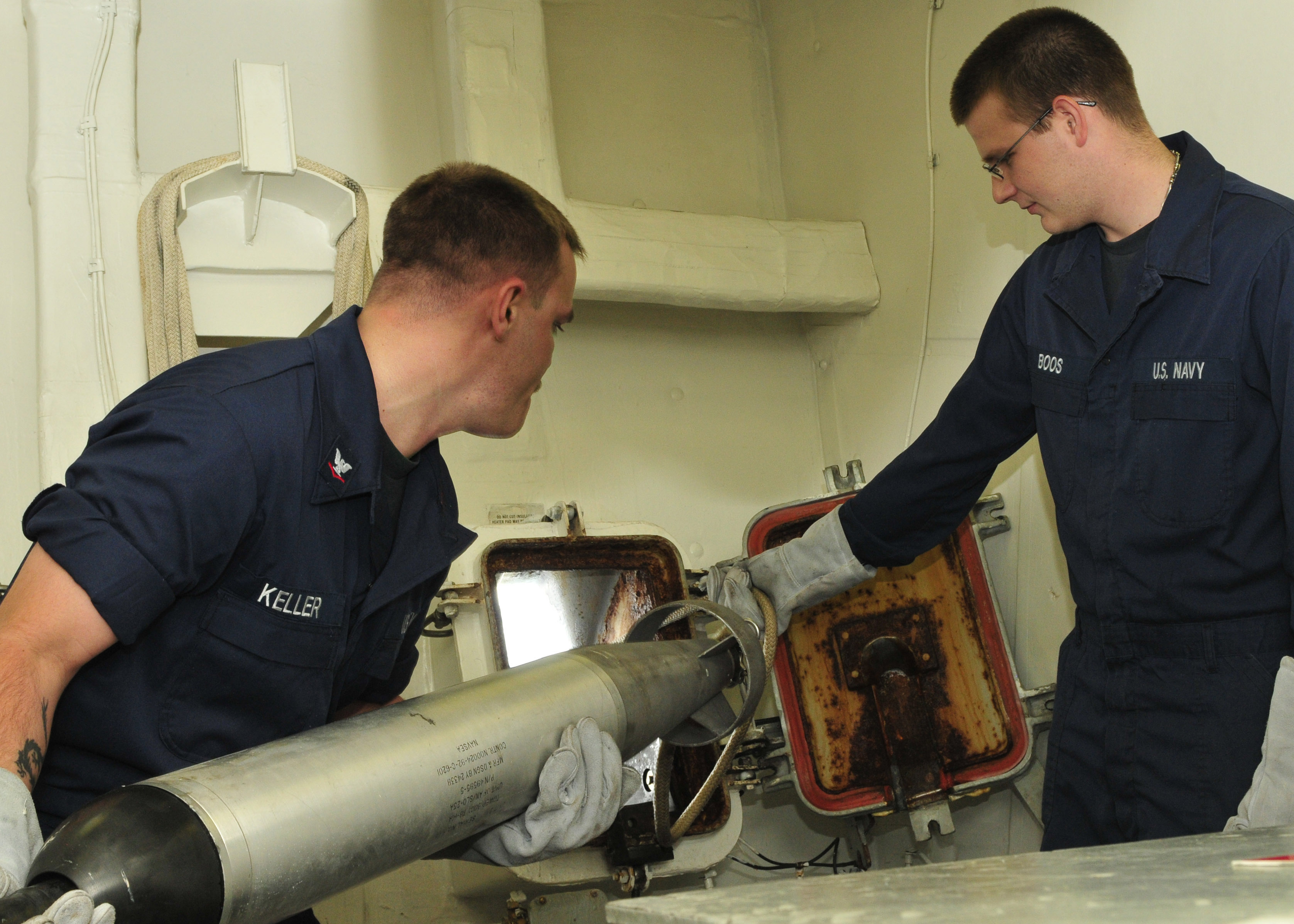
Выпуск буксируемого модуля системы SLQ-25 через лацпорт

Лацпорт (нем. Lastpforte — «грузовой люк») — морской термин, обозначающий вырез в наружной обшивке судна для проведения грузовых операций, приёма и выпуска шлангов, кабелей, буксировочных тросов. «Лацпортом» также называют водонепроницаемое закрытие такого выреза в виде герметически задраиваемых дверей различной конструкции.
До начала XX века этот термин использовался в более узком значении как закрывающийся грузовой порт на корме некоторых типов судов.